# Pegnitz
För andra betydelser, se Pegnitz (olika betydelser).
Pegnitz är en flod i tyska Bayern, vilken genomflyter städerna Nürnberg  och Lauf an der Pegnitz. Pegnitz och Rednitz går samman 1 km norr om Fürth för att bilda Regnitz, som mynnar ut i Main, för att via Rhen mynna ut i Nordsjön.